# Listă de filme canadiene din 2000
Aceasta este o listă de filme canadiene din 2000:

## Lista
| Titlu                                               | Regizor              | Actori                                                       | Gen               | Note                                              |
| --------------------------------------------------- | -------------------- | ------------------------------------------------------------ | ----------------- | ------------------------------------------------- |
| Apartment Hunting                                   | Bill Robertson       | Kari Matchett, Rachel Hayward                                | comedie romantică |                                                   |
| Apocalypse III: Tribulation                         | Andre Van Heerden    | Gary Busey, Howie Mandel                                     | thriller          |                                                   |
| The Art of War                                      | Christian Duguay     | Wesley Snipes, Anne Archer                                   | acțiune           |                                                   |
| Bait                                                | Antoine Fuqua        | Jamie Foxx                                                   | comedie acțiune   |                                                   |
| Blacktop                                            | T. J. Scott          | Meat Loaf, Kristin Davis                                     | thriller          |                                                   |
| Bully Dance                                         | Janet Perlman        |                                                              | animație          |                                                   |
| Camera                                              | David Cronenberg     | David Cronenberg                                             | film scurt        |                                                   |
| Casper's Haunted Christmas                          | Owen Hurley          |                                                              | animație          |                                                   |
| Children of My Heart                                | Keith Ross Leckie    | Geneviève Désilets, Geneviève Bujold, Michael Moriarty       | Drama             | Ecranizare a unui roman de Gabrielle Roy          |
| The Claim                                           | Michael Winterbottom | Peter Mullan, Milla Jovovich                                 | Western, Romance  | coproducție canadiano-britanică                   |
| Cord                                                | Sidney J. Furie      | Daryl Hannah, Jennifer Tilly, Bruce Greenwood, Vincent Gallo | thriller          |                                                   |
| Crackie                                             | Sherry White         | Meghan Greeley                                               | drama             |                                                   |
| Death, Deceit and Destiny Aboard the Orient Express |                      |                                                              |                   |                                                   |
| Deeply                                              | Sheri Elwood         | Julia Brendler, Kirsten Dunst                                | drama             |                                                   |
| Eye of the Beholder                                 |                      |                                                              |                   |                                                   |
| Final Destination                                   | James Wong           | Devon Sawa, Ali Larter, Kerr Smith                           | film de groază    |                                                   |
| Franklin and the Green Knight                       |                      |                                                              |                   |                                                   |
| G-Saviour                                           |                      |                                                              |                   |                                                   |
| Ginger Snaps                                        | John Fawcett         | Emily Perkins, Katharine Isabelle                            | Horror            | Best Film, International Horror Guild             |
| Heavy Metal 2000                                    |                      |                                                              |                   | Sequel to 1981 film Heavy Metal                   |
| Hochelaga                                           | Michel Jetté         | Dominic Darceuil, David Boutin                               | Crime drama       |                                                   |
| The Holier It Gets                                  | Jennifer Baichwal    |                                                              | film documentar   |                                                   |
| Life Under Mike                                     | James Motluk         |                                                              |                   |                                                   |
| Maelström                                           | Denis Villeneuve     | Marie-Josee Croze                                            | Drama             |                                                   |
| La Moitié gauche du frigo                           | Philippe Falardeau   | Paul Ahmarani, Stéphane Demers                               |                   |                                                   |
| Murder Seen                                         | Rob W. King          | Nicole Eggert                                                |                   |                                                   |
| Nuremberg                                           |                      |                                                              |                   |                                                   |
| Once Upon a Christmas                               |                      |                                                              | Family            |                                                   |
| The Perfect Son                                     | Leonard Farlinger    | Colm Feore, David Cubitt                                     | drama             |                                                   |
| Possible Worlds                                     | Robert Lepage        | Tilda Swinton                                                | Drama             |                                                   |
| Shooter                                             |                      |                                                              |                   |                                                   |
| Sole Survivor                                       |                      |                                                              |                   |                                                   |
| Stardom                                             | Denys Arcand         | Jessica Paré, Dan Aykroyd                                    |                   |                                                   |
| Subconscious Cruelty                                | Karim Hussain        |                                                              | Horror            |                                                   |
| Too Much Sex                                        |                      |                                                              |                   |                                                   |
| Traître ou Patriote                                 | Jacques Godbout      |                                                              | film documentar   | Legacy of director's great-uncle, Adélard Godbout |
| Vinyl                                               | Alan Zweig           | Alan Zweig, Harvey Pekar                                     | Documentary       | World of record collecting                        |
| waydowntown                                         | Gary Burns           | Fab Filippo, Don McKellar                                    | Black comedy      | Best Canadian feature at TIFF                     |
| We All Fall Down                                    |                      |                                                              |                   |                                                   |
| The Widow of Saint-Pierre                           |                      |                                                              |                   |                                                   |
| XChange                                             |                      |                                                              |                   |                                                   |